# Hồng Phong, Chương Mỹ
Hồng Phong là một xã thuộc huyện Chương Mỹ, thành phố Hà Nội, Việt Nam.

## Lịch sử, địa lý và phát triển
Xã Hồng Phong tên cũ là xã Yên Khê, năm 1958 được đổi tên là Hồng Phong. Là một trong 31 xã, thị trấn của huyện Chương Mỹ thành phố Hà Nội.
Xã có 6 đơn vị cấp cơ sở gồm: Thôn Mới, Thôn Lễ Khê Thượng, Thôn Lễ Khê Trung, Thôn Lễ Khê Hạ, Thôn Yên Cốc, Thôn Trại Cốc.
Nghề nghiệp chủ yếu là Làm ruộng, bên cạnh đó còn các nghề phụ khác như buôn bán, xây dựng, làm đồ mỹ nghệ tre giang đan và thêu tay.
Xã có hai tôn giáo là đạo Phật và đạo Thiên chúa. Tín đồ Phật giáo được phân bố đều ở cả sáu thôn.